# Тимьян обыкновенный
Тимья́н обыкнове́нный (лат. Thýmus vulgáris) — вид многолетних полукустарников из рода Тимьян (Thymus) семейства Яснотковые (Lamiaceae).
В диком виде тимьян обыкновенный растёт в северо-западной части Средиземноморского побережья, Испании и на юге Франции. В России культивируется в Краснодарском крае.

## Ботаническое описание

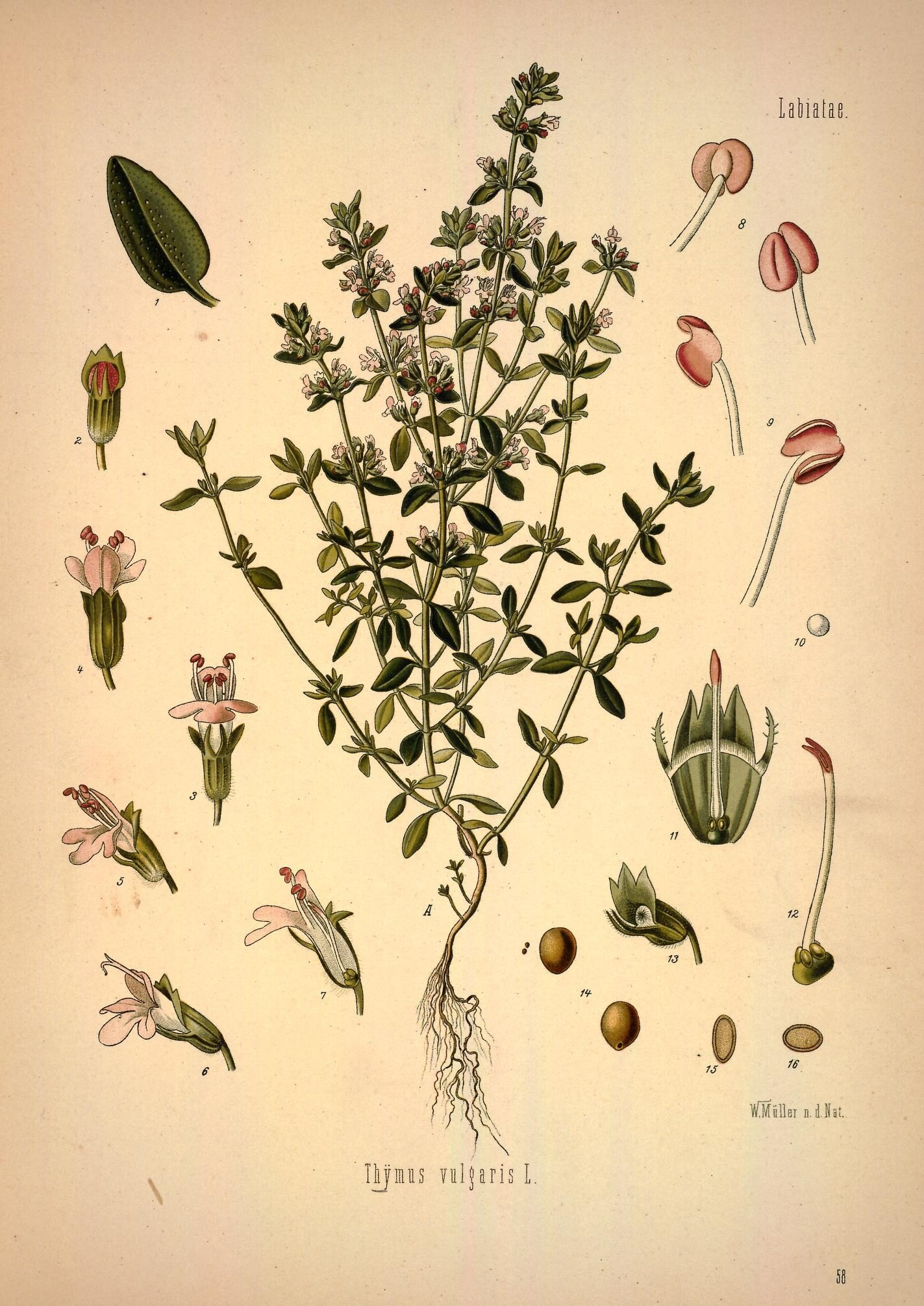

Многолетний полукустарник высотой до 30—40 см.
Корень стержневой, разветвлённый.

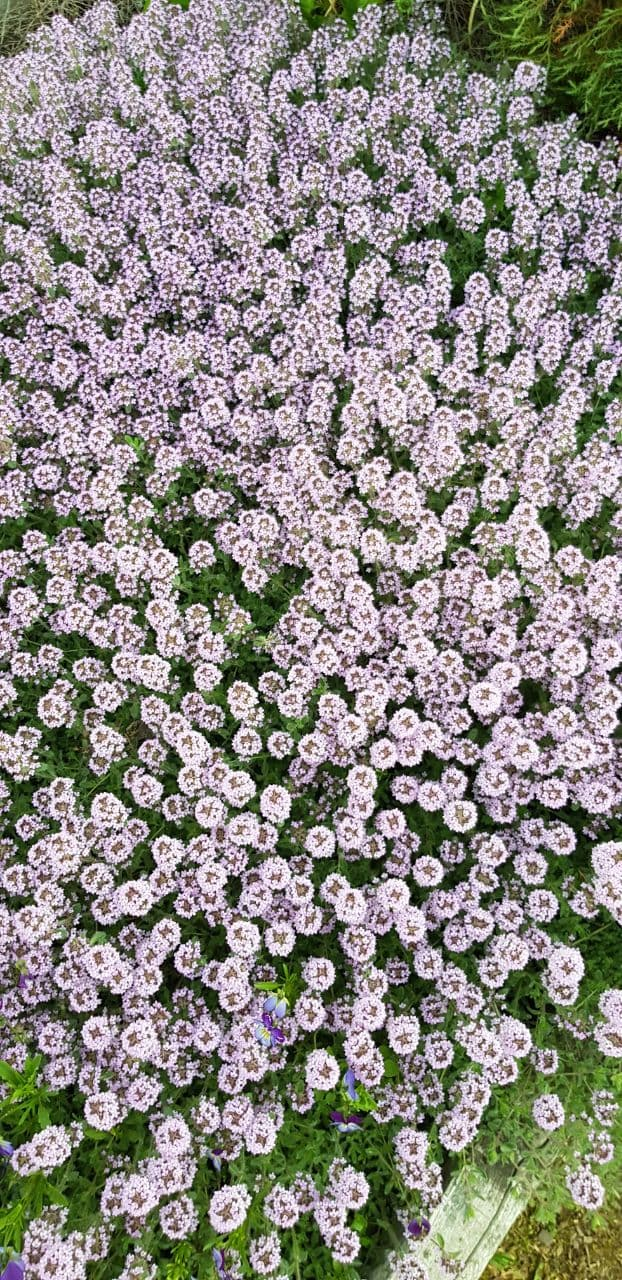
Тимьян обыкновенный

Стебель прямостоячий или восходящий, одревесневший в нижней части, сильно ветвистый. Ветви травянистые, четырёхгранные, серовато-опушённые, с укороченными боковыми побегами.
Листья мелкие (длина 5—10 мм), тёмно-зелёные, короткочерешковые, супротивные, продолговато-ланцетовидные, края цельные, загнуты книзу, точечно-железистые.
Цветки пятичленные, мелкие, двугубые, собраны в мутовки и полумутовки в пазухах листьев. Чашечка зелёная, венчик светло-лиловый, реже белый. Цветёт в июне — июле.
Плод — ценобий, состоит из четырёх орешков, заключённых в остающуюся чашечку. Орешки длиной 0,7—0,9 мм, почти округлые, серовато- или буровато-коричневые.

## Химический состав
Трава содержит эфирное масло (1—2 %), в котором найдены тимол (до 40 %), n-цимол, борнеол, линалоол, l-пинен, γ-терпинен, тритерпеновая, урсоловая, олеаноловая, кофейная, хинная, хлорогеновая кислоты, тимус-сапонин, смолы, дубильные вещества, флавоноиды.

## Значение и применение
В качестве лекарственного сырья используют траву тимьяна обыкновенного (лат. Herba Thymi vulgaris) и эфирное масло (Oleum Thymi). Траву собирают в период цветения, сушат, обмолачивают, удаляют одревесневшие и крупные стебли. Для получения эфирного масла используют свежесобранное сырьё.
Тимол, содержащийся в траве тимьяна, используется в медицине как антисептическое и дезинфицирующее средство. Жидкий экстракт тимьяна — компонент препарата Пертуссин, применяемого в качестве отхаркивающего и смягчающего кашель средства при бронхитах и других заболеваниях верхних дыхательных путей. Эфирное масло входит в состав линиментов.
В народной медицине тимьян применяется для полоскания горла, при коклюшах и бронхитах. Обнаружено, что байкалеин из листьев тимьяна синергично повышает способность тетрациклина уничтожать устойчивые к терапии стафилококки
Тимьян обладает приятным сильным запахом, острым, сильно пряным горьковатым вкусом, его листья используются в качестве пряности.
В мае — июне медоносные пчёлы берут с цветущего тимьяна очень душистый нектар. Нектаропродуктивность более 100 кг с гектара.

## Классификация

### Таксономия
|  |                                      |  |                                                             |                                                             |                      |  | ещё 21 семейство (согласно Системе APG II) | ещё 21 семейство (согласно Системе APG II) |                           |  |  |  | еще 81 род    | еще 81 род              |  |  |
|  |                                      |  |                                                             |                                                             |                      |  | ещё 21 семейство (согласно Системе APG II) | ещё 21 семейство (согласно Системе APG II) |                           |  |  |  | еще 81 род    | еще 81 род              |  |  |
|  |                                      |  |                                                             | порядок Ясноткоцветные                                      |                      |  |                                            |                                            | подсемейство Котовниковые |  |  |  |               | вид Тимьян обыкновенный |  |  |
|  |                                      |  |                                                             | порядок Ясноткоцветные                                      |                      |  |                                            |                                            | подсемейство Котовниковые |  |  |  |               | вид Тимьян обыкновенный |  |  |
|  | отдел Цветковые, или Покрытосеменные |  |                                                             |                                                             | семейство Яснотковые |  |                                            |                                            | род Тимьян                |  |  |  |               |                         |  |  |
|  | отдел Цветковые, или Покрытосеменные |  |                                                             |                                                             |                      |  |                                            |                                            |                           |  |  |  |               |                         |  |  |
|  |                                      |  | ещё 44 порядка цветковых растений (согласно Системе APG II) | ещё 44 порядка цветковых растений (согласно Системе APG II) |                      |  |                                            | еще 7 подсемейств                          | еще 7 подсемейств         |  |  |  | ещё 213 видов |                         |  |  |
|  |                                      |  |                                                             | ещё 44 порядка цветковых растений (согласно Системе APG II) |                      |  |                                            |                                            | еще 7 подсемейств         |  |  |  |               |                         |  |  |

### Синонимы
По данным The Plant List на 2010 год, в синонимику вида входят:
- Origanum thymus Kuntze
- Thymus collinus Salisb. (nom. illeg.)